# Chrysobothris modesta
Chrysobothris modesta (лат.) — вид жуков-златок рода Chrysobothris из подсемейства Buprestinae. Длина тела взрослых насекомых (имаго) 9—14 мм, ширина 3,4—5,5 мм. Основная окраска медно-коричневая сверху и с медным блеском снизу. Бёдра ног без пучка волосков на внутреннем крае. У самцов третий членик антенн вытянутый. Эдеагус самцов с постепенно суживающимися к вершине парамерами наиболее широкими около латеральных зубцов, вершина пениса узкая. Пигидиум самок сильно сдавлен, с сильным срединным килем. Обитают в Северной Америке (Мексика). Вид был впервые описан в 1887 году. Сходен с видами Chrysobothris octocola и Chrysobothris paramodesta.